# 心包実
心包実（しんぽうじつ）とは、漢方医学で言う脈管系全般の機能亢進によりおこる症状を言う。

## 概要
漢方医学では六臓のうち心包は五行思想で言う火を司る機能を指し、六臓で言えば三焦に相当するため心包の機能の亢進は（西欧医学では脈管系に相当する機能障害と思われる）心臓血管障害などがあらわれるとされる。漢方医学では
対処としては
鍼灸においては五行や東洋医学の治療方針の関係から五行では自経が実すれば、その子を瀉すとされており、この場合、火の気である心包が実すれば土の気である子の脾を瀉せとされており、心包経の大陵穴、脾経の太白穴が用いられる。